# Бергман, Арнфинн
Арнфинн Бергман (норв. Arnfinn Bergmann; 14 октября 1928 года, Тронхейм, Норвегия — 13 февраля 2011 года, там же) — норвежский прыгун с трамплина, чемпион зимних Олимпийских игр в Осло (1952) по прыжкам на лыжах с большого трамплина.

## Спортивная биография
Первоначально хотел стать футболистом. В сезоне 1947/1948 в составе клуба «Фрейдиг» (Тронхейм) стал чемпионом Норвегии. Однако в том же году он побеждает на национальном юниорском первенстве по прыжкам на лыжах с трамплина и принимает решение сосредоточиться на выступлениях в этом виде спорта.
На чемпионате мира по лыжным видам спорта в американском Лейк-Плэсиде (1950) Бергман завоевывает бронзовую медаль, а на Зимних Олимпийских играх в родном Осло (1952) — «золото». В связи с тем, что эти соревнования были одновременно и чемпионатом мира, он становится также победителем и мирового первенства. В сезоне 1953/1954 был пятым в Турне четырёх трамплинов.
Бергман — трёхкратный чемпион Норвегии (1952, 1953 и 1958). В 1956 году награждён медалью Хольменколена — высшей спортивной наградой страны за достижения в лыжном спорте.
В 1959 г. завершил свою профессиональную карьеру.